# Eucanthus bonariensis
Eucanthus bonariensis es una especie de coleóptero de la familia Geotrupidae.

## Distribución geográfica
Habita en Uruguay  y Argentina.